# Rada Doskonałości Naukowej
Rada Doskonałości Naukowej – polski organ państwowy powołany na mocy ustawy z dnia 20 lipca 2018 r. – Prawo o szkolnictwie wyższym i nauce, którego zadaniem jest działanie na rzecz rozwoju kadry naukowej. Jego kadencja rozpoczęła się 1 czerwca 2019.

## Powstanie, zadania

### I kadencja
Radę powołała ustawa z dnia 20 lipca 2018 r. – Prawo o szkolnictwie wyższym i nauce. Jej zadaniem jest dbanie o najwyższe standardy jakości działalności naukowej wymagane do uzyskania stopni naukowych, stopni w zakresie sztuki i tytułu profesora. Od stycznia 2021 zastąpiła Centralną Komisję do Spraw Stopni i Tytułów.
W skład Rady wchodzi po 3 przedstawicieli każdej dyscypliny naukowej. W dniach 12–30 kwietnia odbyły się wybory do Rady. Ich wynik ogłoszono 23 maja 2019. Kadencja Rady rozpoczęła się 1 czerwca 2019.
Rada I kadencji składa się z 141 członków. Zostali oni wybrani w wyborach, w których prawo do głosowania miało ponad 28 tys. osób (wszystkie osoby posiadające stopnień naukowy doktora habilitowanego i tytuł profesora). Frekwencja wyborcza w 2019 wyniosła 63%.
Pierwszym przewodniczącym Rady został prof. Grzegorz Węgrzyn, na stanowisko to 4 czerwca 2019 mianował go minister nauki i szkolnictwa wyższego Jarosław Gowin. 

### II kadencja
W październiku 2023 minister edukacji i nauki Przemysław Czarnek powołał na stanowisko przewodniczącego Rady II kadencji (2024–2027) prof. Bronisława Sitka. 
Rada pracuje w dziesięciu zespołach, kierowanych przez przewodniczących, wchodzących w skład Prezydium:
- Zespół I Nauk Humanistycznych – Małgorzata Omilanowska-Kiljańczyk
- Zespół II Nauk Inżynieryjno-Technicznych – Piotr Augustyniak
- Zespół III Nauk Medycznych i Nauk o Zdrowiu – Wiesław Sawicki
- Zespół IV Nauk Rolniczych – Mirosław Słowiński
- Zespół V Nauk Społecznych – Krzysztof Jajuga
- Zespół VI Nauk Ścisłych i Przyrodniczych – Marcin Hoffmann
- Zespół VII Nauk Teologicznych – Jan Perszon
- Zespół VIII Sztuki – Jolanta Góralczyk
- Zespół IX Nauk o Rodzinie – Mieczysław Ozorowski
- Zespół X Nauk Weterynaryjnych – Sławomir Zduńczyk

## Kierownictwo (kadencja 2024–2027)
- prof. dr hab. Bronisław Sitek – przewodniczący[9]
- prof. dr hab. Grzegorz Węgrzyn – zastępca przewodniczącego[10]
- prof. dr hab. Marian Gorynia – zastępca przewodniczącego
- prof. dr hab. Mansur Rahnama-Hezavah – sekretarz

## Kierownictwo (kadencja 2019–2023)[11]
- prof. dr hab. Grzegorz Węgrzyn – przewodniczący
- prof. dr hab. Bogusław Buszewski – zastępca przewodniczącego
- prof. dr hab. Marian Gorynia – zastępca przewodniczącego
- prof. dr hab. Bronisław Sitek – sekretarz